# Isalomastax
Isalomastax är ett släkte av insekter. Isalomastax ingår i familjen Euschmidtiidae.
Kladogram enligt Catalogue of Life:
| Isalomastax | \| \| Isalomastax canaliculata \| \| \| \| \| \| Isalomastax viridis \| \| \| \| |
|             | \| \| Isalomastax canaliculata \| \| \| \| \| \| Isalomastax viridis \| \| \| \| |
|             | Isalomastax canaliculata                                                         |
|             |                                                                                  |
|             | Isalomastax viridis                                                              |
|             |                                                                                  |